# Oameni în rulotă
Oameni în rulotă (titlul original: în cehă Lidé z maringotek) este un film dramatic cehoslovac, realizat în 1966 de regizorul Martin Frič, protagoniști fiind actorii Vlastimil Brodský, Slávka Budínová, Josef Hlinomaz, Jozef Króner. Filmul a fost turnat în studioul Barrandov.

## Conținut
Tânăra acrobată ecvestră Nina Georgia (Emília Vášáryová) este cea mai mare vedetă a Circului Național. Tatăl ei leton și mama gruzină dezaprobă dragostea ei din ce în ce mai mare pentru ecvestrul și acrobatul Vincek (Jan Tríska). Părinții ei își doresc un soț bogat pentru fiica lor frumoasă.

## Distribuție
- Jozef Króner – clovnul
- Jan Triska – acrobatul Vincek Bonžůr
- Emília Vášáryová – Nina
- Martin Růžek – Lotys, tatăl Ninei
- Jaroslav Rozsíval – Ferdinand
- Nina Popelíková – Karolin, logodnica lui Ferdinand
- Vlastimil Brodský – Beznohý
- Slávka Budínová – Marie
- Vladimír Menšík – camaradul lui Ferdinand
- Josef Hlinomaz – Leopold Čongr, luptător
- Dana Medřická - Gruzínka, mama lui Nina
- Ilja Prachař - Reimann, antrenor de câini
- Jarmila Smejkalová - nevasta lui Reimann
- Cestmír Randa - directorul
- Jirina Stepnicková - acrobata Zanda, soția lui Vencl
- Josef Vetrovec - Vencl
- Václav Sloup - fiul lui Čongr
- Jiří Sedlmayer  – fiul lui Čongr